# The Century of Self
The Century of Self ist das sechste Studioalbum der texanischen Band … And You Will Know Us by the Trail of Dead. Es wurde am 17. Februar 2009 als erstes Album über das bandeigene Label Richter Scale Records veröffentlicht. Der Titel des Albums wurde inspiriert durch die 2002 von Adam Curtis gedrehte Dokumentation The Century of the Self, die beschreibt, wie Sigmund Freud das Unterbewusstsein "entdeckte".

## Rezensionen
Das Album erhielt im Gegensatz zu den Vorgängern Worlds Apart und So Divided wieder mehrheitlich gute bis sehr gute Kritiken, was unter anderem darauf zurückzuführen ist, dass die Band The Century of Self nicht mehr bei einem Major-Label, sondern bei ihrem eigenen Label veröffentlichten, was ihr größtmögliche Freiheiten bei den Aufnahmen und der Produktion ermöglichte.
- Das Album erhielt 4 von 5 Sternen von Allmusic, wobei positiv hervorgehoben wurde, dass es befreiter klinge als die beiden Vorgängeralben Worlds Apart und So Divided, da die Aufnahmen zum ersten Mal seit Source Tags & Codes wieder ohne Click-Track gemacht wurden.[3]
- Laura Davies bewertete das Album mit 5 von 5 Sternen auf Gigwise.com und fasste ihre Kritik mit den folgenden Worten zusammen: "It has masterpiece written all over it."[4]
- 4,5 von 5 Fliegen vergab Niall Doherty von The-Fly.co.uk und erklärte The Century of Self zum kreativen Höhepunkt einer ohne Fehltritte kontinuierlichen Evolution der Band seit ihrem ersten Album. Das Album unterstreiche, warum Trail of Dead eine der lebendigsten, wagemutigsten und ambitioniertesten Bands der Welt sei.[5]
- William Goodman von Spin gab dem Album 8 von 10 Punkten und erklärte, die Titel Ascending und Luna Park präsentierten die Band in ihrer ungeschminkten, eindringlich dröhnenden Höchstform.[6]
- Sascha Krüger von der Musikzeitschrift Visions schrieb über The Century of Self: "Das neue Album ist wieder näher am Krach des Durchbruchswerks „Source Tags & Codes“, gleichzeitig aber so opulent wie die letzten Arbeiten."[7] Die Leser von Visions bewerteten das Album mit 9,9 von 12 Punkten.[7]
- 6,8 von 10 Punkten gab es von Ian Cohen bei Pitchfork Media.[8]

## Artwork
Das komplette Artwork des Albums wurde von Conrad Keely nur mit einem Kugelschreiber gezeichnet. Nach Aussage von Jason Reece in einem Interview entschied sich Keely dafür, weil Kugelschreiber einfach überall zu finden sind und normalerweise nicht als Kunstutensil angesehen werden.

## Titelliste
1. The Giants Causeway – 2:38
2. The Far Pavilions – 4:54
3. Isis Unveiled – 6:27
4. Halcyon Days – 6:36
5. Bells of Creation – 5:23
6. Fields of Coal – 3:42
7. Inland Sea – 4:08
8. Luna Park – 4:22
9. Pictures of an Only Child – 4:43
10. Insatiable (One) – 2:02
11. Ascending – 4:47
12. An August Theme – 0:50
13. Insatiable (Two) – 3:03

### Titelinformationen
The Giants Causeway ist eine gekürzte Version des Titels The Betrayal  of Roger Casement & the Irish Brigade, der auf der vorher veröffentlichten EP Festival Thyme enthalten ist. Benannt ist das Lied nach den Basaltsäulen an der nordirischen Küste (siehe Giant’s Causeway), so dass der Bezug zu Irland indirekt im Titel enthalten blieb. Auch Inland Sea und Bells of Creation wurden schon auf dieser EP in anderen Versionen veröffentlicht.
Die Titel Pictures of an Only Child und Insatiable (One) sind auf einigen Veröffentlichungen in der Titelliste auf der Rückseite des Albums vertauscht worden, während die Texte im Cover in der richtigen Reihenfolge gedruckt wurden.
The Far Pavilions ist ursprünglich der Titel eines Buches von Mary M. Kaye (deutscher Titel: Palast der Winde).

## Veröffentlichungen
Es wurde eine limitierte Auflage dieses Albums mit einer zusätzlichen DVD veröffentlicht. Diese enthält acht Videos eines Konzerts vom 25. Mai 2008 in Düsseldorf.

### Limited Edition DVD
1. Gargoyle Waiting
2. Bells of Creation
3. Aged Dolls
4. A Perfect Teenhood
5. Clair de Lune
6. Totally Natural
7. Mistakes and Regrets
8. Richter Scale Madness

## Besetzung

### Band
- Conrad Keely
- Jason Reese
- Kevin Allen

### Weitere Musiker
- Jay Leo Phillips: Bass, Gesang
- Aaron Ford: Schlagzeug, Gesang, Orgel
- Clay Morris: Keyboard, Orgel
- Brenda Radney: Gesang
- Yasmine Kittles: Gesang
- Anand Wilder: Gesang
- Chris Keating: Gesang